# Polinices nubilus
Polinices nubilus är en snäckart som beskrevs av Dall 1889. Polinices nubilus ingår i släktet Polinices och familjen borrsnäckor. Inga underarter finns listade i Catalogue of Life.